# Mistshenkoana nhachangi
Mistshenkoana nhachangi är en insektsart som beskrevs av Andrej Vasiljevitj Gorochov 2007. Mistshenkoana nhachangi ingår i släktet Mistshenkoana och familjen syrsor. Inga underarter finns listade i Catalogue of Life.